# Makoúnta
Makoúnta är ett periodiskt vattendrag i Cypern.   Det ligger i distriktet Eparchía Páfou, i den västra delen av landet, 80 km väster om huvudstaden Nicosia. Makoúnta ligger på ön Cypern.